# Han Mahmud
Han Mahmud (Kurdisch: Xan Mehmûd; * in Müküs; † 4. Dezember 1866 in Russe) war ein kurdischer Fürst aus dem 19. Jahrhundert. Er gehörte zur Lineage der Eyyubhanbegi der Herren von Müküs. Er war ein Zeitgenosse Bedirxan Begs aus Cizre und Nurullah Beys aus Hakkâri. Han Mahmud wurde im Sandschak Müküs (heute Bahçesaray in Van) geboren und avancierte schon in jungen Jahren zum Sandschakbey.

## Familie
Das bekannte Scherefname erzählt detailliert, dass die Fürsten von Müküs, Hizan und Spayert verwandt waren und zuerst in der Festung Bilican, die zu Hınıs gehört, wohnten, bevor sie mit Hilfe der Seldschuken sich südlich des Vansees niederließen. Diese Familie ist wahrscheinlich ein Teil der Ayyubiden, die sich 1207 in Ahlat niedergelassen hatten, und von dort 1229 durch die Choresm-Schahs vertrieben worden sind.

## Fürstentum Müküs
Das im Vergleich zu anderen kurdischen Fürstentümern kleinere Sandschak Müküs genoss zur Zeit der Sultane Selim I. und Süleyman I. Autonomie, geriet dann aber unter die Herrschaft İbrahim Hans aus Hakkari. Der erste bekannte Fürst von Müküs war Abdal Bey, der letzte vor der Übernahme durch Hakkari war Seyyid Mehmed Bey. In einem Schreiben vom 6. Juni 1677 nach Istanbul wird berichtet, dass nach Seyyidhan Bey sein Sohn Seyyid Mehmed Bey neuer Fürst des Sandschaks wurde. Aber eine Person namens Mahmud überfiel Müküs, ermordete den Fürsten und usurpierte Müküs. Müküs wurde zwischen den Fürstentümern Cizre und Hakkari aufgeteilt. Die Hauptstadt fiel an Hakkari. Die hundertjährige Herrschaft von Hakkari über Müküs war so prägend, dass die meisten Historiker Müküs als Teil Hakkaris ansehen und die Fürsten von Müküs zu den Fürsten von Hakkari zählen. Sogar die osmanischen Herrscher aus Erzurum sprachen von Müküs während des Aufstandes Ihsak Paschas aus Van als ein Sandschak von Hakkari.
Im 19. Jahrhundert begann der Müküsfürst Eyyubhan Bey einen Unabhängigkeitskrieg gegen die beiden Fürstentümer. Diesen Kampf setzte sein Sohn Abdi Bey fort. Dessen ältester Sohn, Şeyhi Bey, konnte die regionale Unabhängigkeit wieder gewinnen. Mit diesem Erfolg konnte sich auch die Sippe der Eyyubhanbegi gegen die anderen Sippen aus Müküs wie die Mir Muhammedi, Kelehi und Zeynalbegi endgültig durchsetzen. Als Şeyhi Bey durch ein Komplott Saadet Hanıms ermordet wurde, wurde sein Bruder Han Mahmud Fürst und später auch einer der fähigsten Fürsten von Kurdistan.

## Han Mahmud wird Fürst
Als Sandschakbey konnte Han Mahmud das kleine Beylik innerhalb kurzer Zeit durch eine Art von Bruderföderationen vom Vansee bis an die Grenze des Irans ausdehnen. Das wichtigste Ereignis innerhalb der lokalen Geschichte war die Einnahme der Burg Hoşap in den 1830er Jahren und das damit eingeleitete Ende der Herrschaft der Mahmudi. Die Burg Hoşap wurde zu seinem Zentrum. Dies machte ihn in Kurdistan zu einem der mächtigsten Mirs. Außerdem genoss er, da sein Herrschaftsbereich an den Iran grenzte, auch dort Ruhm. Dies wurde oft vom osmanischen Marschall Osman Nuri Pascha in Erzurum in seinen Berichten erwähnt. Darüber berichten viele Dokumente im osmanischen Archiv. Han Mahmud konnte sein Gebiet gegen den Widerstand der örtlichen osmanischen Paschas und gegen die Emire von Botan und Hakkari halten.
Han Mahmud begann 1838 wegen der Zentralisierungspolitik der Osmanen einen Aufstand. Während er über seinen Bruder Han Abal mit Osman Nuri Pascha als Stellvertreter des osmanischen Reiches verhandelte, begannen der Fürst von Hakkari Nurullah Bey und der Cousin des Bedirxan Begs aus Hakkari namens Mir Seyfeddin aufgrund alter Feindschaft einen Krieg gegen Han Mahmud. Dadurch wurde dieser gezwungen, sich den Osmanen zu ergeben. Han Mahmud und seine Brüder Han Abdal, Abdurrezzak Bey und Mir Sêvdin wurden über Erzurum nach Istanbul gebracht. Han Mahmuds erstes Exil dauerte weniger als ein Jahr, als neue Gefahren aus dem Iran und aus dem Süden durch Muhammad Ali Pascha dazu führten, dass sein Exil durch Bemühungen des Marschall Osman Nuri Paschas und des Marschall Hafız Paschas aus Sivas mit einer Amnestie aufgehoben wurde. Han Mahmud sollte als loyaler Fürst gegen diese Gefahren stehen und kehrte nach Müküs zurück.
Im Jahr 1842 verschlechterten sich die Beziehungen zwischen Han Mahmud und dem Osmanischen Staat erneut. Han Mahmud hatte sich mit dem Fürsten Halit Bey aus Kisan, Şerif Pascha aus Muş und Mustafa Bey aus Ahlat verbündet. Diesem Bündnis traten später Bedirxan Beg aus Cizre und Nurullah Bey aus Hakkari bei. Dieses Bündnis der Fürsten entwickelte sich zu einer Aufstandsbewegung. Der Aufstand des Han Mahmud-Bedirxan Begs wurde 1847 niedergeschlagen. Bedirxan Beg wurde nach Kreta verbannt, während Han Mahmud nach Russe im Eyâlet Silistra deportiert wurde. Han Mahmud starb am 4. Dezember 1866 nach 19 Jahren Exil in Russe.